# Fosfoproteinska fosfataza
Fosfoproteinska fosfataza (EC 3.1.3.16, proteinska fosfataza-1, proteinska fosfataza-2A, proteinska fosfataza-2B, proteinska fosfataza-2C, proteinska D fosfataza, fosfospektrinska fosfataza, kazeinska fosfataza, Aspergillus awamori kiselina proteinska fosfataza, kalcineurin, fosfataza 2A, fosfataza 2B, fosfataza II, fosfataza IB, fosfataza C-II, polikatjonom modulisana (PCM-) fosfataza, fosfopiruvat dehidrogenazna fosfataza, fosfataza SP, dehidrogenazna fosfataza alfa-keto kiselina razgranatog lanca, BCKDH fosfataza, 3-hidroksi 3-metilglutaril koenzimA reduktazna fosfataza, HMG-KoA reduktazna fosfataza, fosfataza H-II, fosfataza III, fosfataza I, proteinska fosfataza, fosfataza IV) je enzim sa sistematskim imenom fosfoprotein fosfohidrolaza. Ovaj enzim katalizuje sledeću hemijsku reakciju
fosfoprotein + 2O {\displaystyle \rightleftharpoons } protein + fosfat
Ova grupa enzima uklanja fosfatne grupe vezane za serin ili treonin sa širokog opsega fosfoproteina.

## Literatura
- Nicholas C. Price; Lewis Stevens (1999). Fundamentals of Enzymology: The Cell and Molecular Biology of Catalytic Proteins (Third изд.). USA: Oxford University Press. ISBN 019850229X.
- Eric J. Toone (2006). Advances in Enzymology and Related Areas of Molecular Biology, Protein Evolution (Volume 75 изд.). Wiley-Interscience. ISBN 0471205036.
- Branden C; Tooze J. Introduction to Protein Structure. New York, NY: Garland Publishing. ISBN 0-8153-2305-0.
- Irwin H. Segel. Enzyme Kinetics: Behavior and Analysis of Rapid Equilibrium and Steady-State Enzyme Systems (Book 44 изд.). Wiley Classics Library. ISBN 0471303097.
- William P. Jencks (1987). Catalysis in Chemistry and Enzymology. Dover Publications. ISBN 0486654605.

## Spoljašnje veze
- Phosphoprotein+phosphatase на 